# Syllis parapari
Syllis parapari é uma espécie de anelídeo pertencente à família Syllidae.
A autoridade científica da espécie é San Martín & López, tendo sido descrita no ano de 2000.
Trata-se de uma espécie presente no território português, incluindo a sua zona económica exclusiva.